# Thomas De Thaey
Thomas Hugo R. De Thaey (Dendermonde, 15 marzo 1991) è un cestista belga.

## Palmarès
- Campionato belga: 1

Ostenda: 2012-13
- Campionato portoghese: 1

Oliveirense: 2018-19
- Supercoppa del Portogallo: 1

Oliveirense: 2018